# Jonathan Quarcoo
Jonathan Tetteh Quarcoo (Bodø, 13 ottobre 1996) è un velocista norvegese.

## Palmarès
| Anno | Manifestazione    | Sede       | Evento      | Risultato  | Prestazione | Note |
| ---- | ----------------- | ---------- | ----------- | ---------- | ----------- | ---- |
| 2014 | Mondiali juniores | Eugene     | 200 m piani | Batteria   | 21"50       |      |
| 2014 | Mondiali juniores | Eugene     | 4×100 m     | Batteria   | 40"62       |      |
| 2015 | Europei juniores  | Eskilstuna | 200 m piani | 4º         | 20"99       |      |
| 2015 | Europei juniores  | Eskilstuna | 4×100 m     | Batteria   | 39"35       |      |
| 2016 | Europei           | Amsterdam  | 4×100 m     | Batteria   | 39"35       |      |
| 2017 | Europei under 23  | Bydgoszcz  | 100 m piani | Bronzo     | 10"29       |      |
| 2017 | Europei under 23  | Bydgoszcz  | 200 m piani | 4º         | 20"80       |      |
| 2017 | Mondiali          | Londra     | 200 m piani | Batteria   | 20"60       |      |
| 2018 | Europei           | Berlino    | 100 m piani | Semifinale | 10"45       |      |
| 2018 | Europei           | Berlino    | 200 m piani | Semifinale | 21"07       |      |